# 산타루시아 (우루과이)

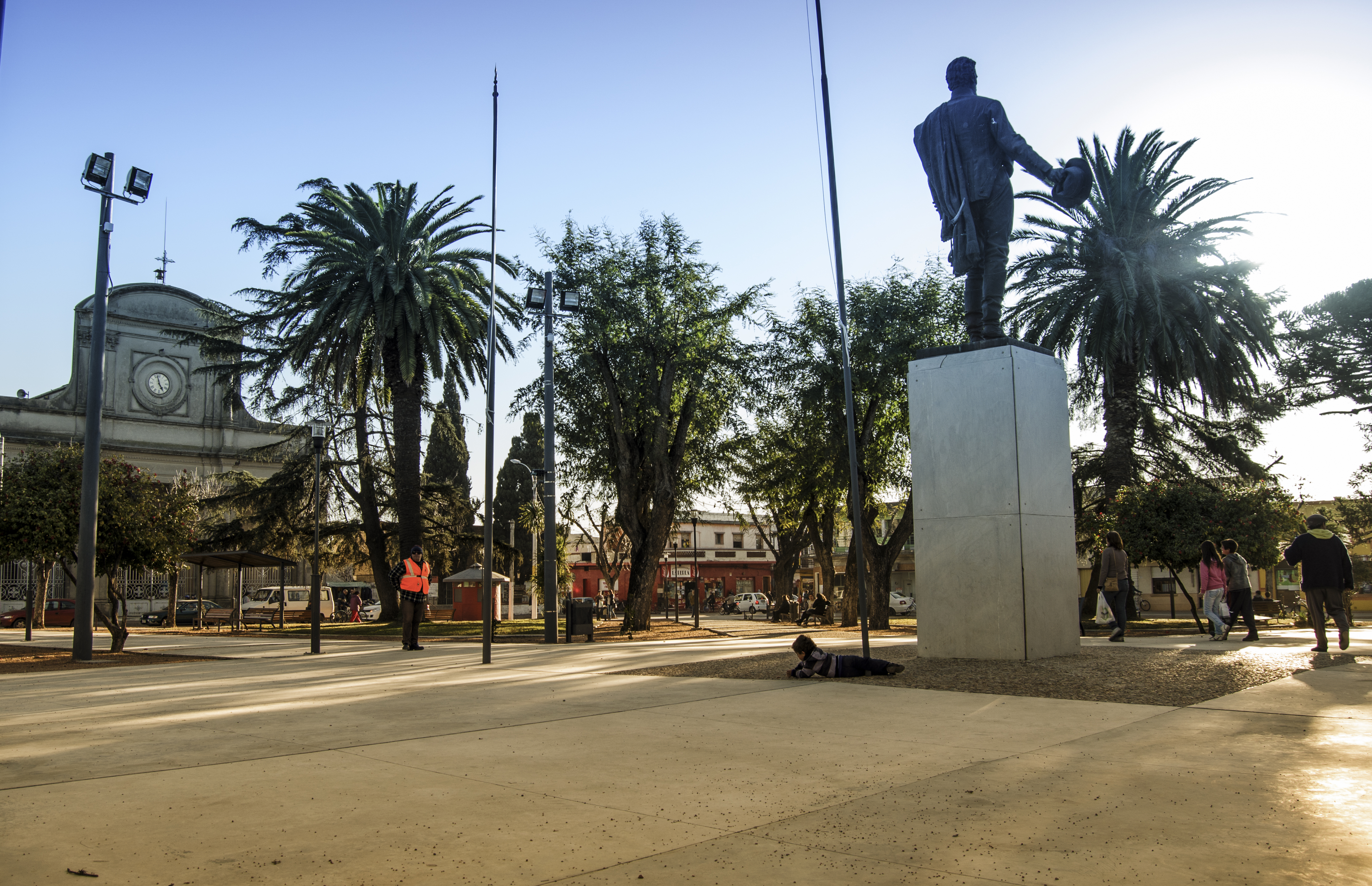

산타루시아(스페인어: Santa Lucía)는 우루과이 남부 카넬로네스주의 도시이다.

## 인구
2011년 인구조사에 따르면 산타루시아의 인구는 16,742명이다.
2010년, Intendencia de Canelones는 선거기간 중 이 자치체의 인구 수를 18,346명으로 추산하였다.

위치 지도

| 연도 | 인구   |
| ---- | ------ |
| 1963 | 12,647 |
| 1975 | 14,079 |
| 1985 | 14,951 |
| 1996 | 16,764 |
| 2004 | 16,475 |
| 2011 | 16,742 |

출처: Instituto Nacional de Estadística de Uruguay